# Världsmästerskapet i fotboll 2006
Världsmästerskapet i fotboll 2006 för herrar spelades i Tyskland mellan den 9 juni och den 9 juli 2006. Italien blev världsmästare efter att ha besegrat Frankrike i finalen.
Det var det 18:e världsmästerskapet i fotboll sedan 1930. Värdnationen inkluderat deltog 32 lag i mästerskapet som bestod av 64 matcher. Reglerna hade ändrats inför 2006 års turnering, så att regerande mästarna inte längre är direktkvalificerade.
Tyskland tävlade med Brasilien, Marocko, England och Sydafrika om rätten att arrangera evenemanget. Omröstningen hölls den 6 juli 2000 i Zürich i Schweiz. Efter att tre länder hade blivit utslagna fanns bara Tyskland och Sydafrika kvar. Finalomgången vanns av Tyskland med rösterna 12–11. Mottot för världsmästerskapet var Die Welt zu Gast bei Freunden - A time to make friends (Hela världen som gäst hos vänner - en tid att skaffa vänner) och ska förtydliga Tysklands gästvänlighet.
Alla matcher spelades på gräs men för kvalificeringsspel var även konstgräs tillåtet. Gruppspelen och finalerna hölls på 12 arenor som är spridda över hela Tyskland. De flesta av dessa arenor blev nybyggda eller renoverade i början av 2000-talet. Som generalprov arrangerade Tyskland Fifa Confederations Cup 2005.

## Spelplatser
Turneringen avgjordes på sammanlagt 12 arenor:
| Tyskland 2006                                                           | Tyskland 2006 | Tyskland 2006 | Tyskland 2006                                                           |
| Berlin                                                                  | Dortmund | München | Stuttgart                                                               |
| ----------------------------------------------------------------------- | --- | --- | ----------------------------------------------------------------------- |
| Olympiastadion Kapacitet: 74 176                                        | Signal Iduna Park (FIFA World Cup Stadium, Dortmund) Kapacitet: 67 000                                                              | Allianz Arena (FIFA World Cup Stadium, Munich) Kapacitet: 66 016                                                                    | Gottlieb-Daimler-Stadion Kapacitet: 54 267                              |
|                                                                         | | |                                                                         |
| Gelsenkirchen                                                           | Berlin ● Dortmund ● Frankfurt ● Gelsenkirchen ● Hamburg ● Hannover ● Kaiserslautern ● Köln ● Leipzig München ● Nürnberg ● Stuttgart | Berlin ● Dortmund ● Frankfurt ● Gelsenkirchen ● Hamburg ● Hannover ● Kaiserslautern ● Köln ● Leipzig München ● Nürnberg ● Stuttgart | Hamburg                                                                 |
| Veltins-Arena (FIFA World Cup Stadium, Gelsenkirchen) Kapacitet: 53 804 | Berlin ● Dortmund ● Frankfurt ● Gelsenkirchen ● Hamburg ● Hannover ● Kaiserslautern ● Köln ● Leipzig München ● Nürnberg ● Stuttgart | Berlin ● Dortmund ● Frankfurt ● Gelsenkirchen ● Hamburg ● Hannover ● Kaiserslautern ● Köln ● Leipzig München ● Nürnberg ● Stuttgart | AOL Arena (FIFA World Cup Stadium, Hamburg) Kapacitet: 51 055           |
|                                                                         | Berlin ● Dortmund ● Frankfurt ● Gelsenkirchen ● Hamburg ● Hannover ● Kaiserslautern ● Köln ● Leipzig München ● Nürnberg ● Stuttgart | Berlin ● Dortmund ● Frankfurt ● Gelsenkirchen ● Hamburg ● Hannover ● Kaiserslautern ● Köln ● Leipzig München ● Nürnberg ● Stuttgart |                                                                         |
| Frankfurt                                                               | Berlin ● Dortmund ● Frankfurt ● Gelsenkirchen ● Hamburg ● Hannover ● Kaiserslautern ● Köln ● Leipzig München ● Nürnberg ● Stuttgart | Berlin ● Dortmund ● Frankfurt ● Gelsenkirchen ● Hamburg ● Hannover ● Kaiserslautern ● Köln ● Leipzig München ● Nürnberg ● Stuttgart | Köln                                                                    |
| Commerzbank-Arena (FIFA World Cup Stadium, Frankfurt) Kapacitet: 48 132 | Berlin ● Dortmund ● Frankfurt ● Gelsenkirchen ● Hamburg ● Hannover ● Kaiserslautern ● Köln ● Leipzig München ● Nürnberg ● Stuttgart | Berlin ● Dortmund ● Frankfurt ● Gelsenkirchen ● Hamburg ● Hannover ● Kaiserslautern ● Köln ● Leipzig München ● Nürnberg ● Stuttgart | Rheinenergiestadion (FIFA World Cup Stadium, Cologne) Kapacitet: 46 134 |
|                                                                         | Berlin ● Dortmund ● Frankfurt ● Gelsenkirchen ● Hamburg ● Hannover ● Kaiserslautern ● Köln ● Leipzig München ● Nürnberg ● Stuttgart | Berlin ● Dortmund ● Frankfurt ● Gelsenkirchen ● Hamburg ● Hannover ● Kaiserslautern ● Köln ● Leipzig München ● Nürnberg ● Stuttgart |                                                                         |
| Hannover                                                                | Leipzig | Kaiserslautern | Nürnberg                                                                |
| AWD-Arena (FIFA World Cup Stadium, Hannover) Kapacitet: 44 652          | Zentralstadion Kapacitet: 44 199 | Fritz Walter Stadion Kapacitet: 43 450                                                                                              | EasyCredit-Stadion (Frankenstadion) Kapacitet: 41 926                   |
|                                                                         | | |                                                                         |

## Deltagande nationer
De 32 nationer som kvalificerade sig till turneringen, sorterade efter region
| - Asien (AFC) - Iran - Japan - Sydkorea - Saudiarabien - Afrika (CAF) - Angola - Elfenbenskusten - Ghana - Togo - Tunisien - Nordamerika, Centralamerika och Karibien (Concacaf) - Costa Rica - Mexiko - Trinidad och Tobago - USA - Sydamerika (Conmebol) - Argentina - Brasilien - Ecuador - Paraguay | - Europa (UEFA) - Kroatien - Tjeckien - England - Frankrike - Tyskland (värdnation) - Italien - Nederländerna - Polen - Portugal - Serbien och Montenegro - Spanien - Schweiz - Sverige - Ukraina - Oceanien (OFC) - Australien |

## Gruppspel
| Resultat i gruppspelen Förklaringar till tabellerna: - S = antal spelade matcher - V = antal vunna matcher - O = antal oavgjorda matcher - F = antal förlorade matcher - GM = antal gjorda mål - IM = antal insläppta mål - MS = målskillnad (GM−IM) - P = antal poäng \| Kvalificerade till åttondelsfinal \| | Placeringskriterier Följande kriterier användes för att avgöra lagens placering i gruppspelet: 1. Flest antal poäng 2. Målskillnad 3. Flest antal gjorda mål Om två eller flera lag är lika utifrån ovanstående tre kriterier avgörs rangordningen enligt följande: 1. Flest antal poäng i matcherna mellan de berörda lagen 2. Målskillnad i matcherna mellan de berörda lagen 3. Flest antal gjorda mål i matcherna mellan de berörda lagen 4. Lottning |
| Kvalificerade till åttondelsfinal | |

### Grupp A
| Nr | Lag        | S | V | O | F | GM | IM | MS | P |
| -- | ---------- | - | - | - | - | -- | -- | -- | - |
| 1  | Tyskland   | 3 | 3 | 0 | 0 | 8  | 2  | +6 | 9 |
| 2  | Ecuador    | 3 | 2 | 0 | 1 | 5  | 3  | +2 | 6 |
| 3  | Polen      | 3 | 1 | 0 | 2 | 2  | 4  | −2 | 3 |
| 4  | Costa Rica | 3 | 0 | 0 | 3 | 3  | 9  | −6 | 0 |

| 1           | 9 juni 2006 | Tyskland                                                   | 4 – 2           | Costa Rica              | Allianz Arena                                              |                                                            |
| 18:00 UTC+2 | 18:00 UTC+2 | Philipp Lahm 6′ Miroslav Klose 17′, 61′ Torsten Frings 87′ | (2 – 1) Rapport | 12′, 73′ Paulo Wanchope | München Publik: 66 000 Domare: Horacio Elizond (Argentina) | München Publik: 66 000 Domare: Horacio Elizond (Argentina) |
| 18:00 UTC+2 | 18:00 UTC+2 |                                                            |                 |                         | München Publik: 66 000 Domare: Horacio Elizond (Argentina) | München Publik: 66 000 Domare: Horacio Elizond (Argentina) |
| 18:00 UTC+2 | 18:00 UTC+2 |                                                            |                 |                         | München Publik: 66 000 Domare: Horacio Elizond (Argentina) | München Publik: 66 000 Domare: Horacio Elizond (Argentina) |

| 2           | 9 juni 2006 | Polen | 0 – 2           | Ecuador                                | Veltins-Arena                                              |                                                            |
| 21:00 UTC+2 | 21:00 UTC+2 |       | (0 – 1) Rapport | 24′ Carlos Tenorio 80′ Agustín Delgado | Gelsenkirchen Publik: 52 000 Domare: Toru Kamikawa (Japan) | Gelsenkirchen Publik: 52 000 Domare: Toru Kamikawa (Japan) |
| 21:00 UTC+2 | 21:00 UTC+2 |       |                 |                                        | Gelsenkirchen Publik: 52 000 Domare: Toru Kamikawa (Japan) | Gelsenkirchen Publik: 52 000 Domare: Toru Kamikawa (Japan) |
| 21:00 UTC+2 | 21:00 UTC+2 |       |                 |                                        | Gelsenkirchen Publik: 52 000 Domare: Toru Kamikawa (Japan) | Gelsenkirchen Publik: 52 000 Domare: Toru Kamikawa (Japan) |

| 17          | 14 juni 2006 | Tyskland              | 1 – 0           | Polen | Signal Iduna Park                                               |                                                                 |
| 21:00 UTC+2 | 21:00 UTC+2  | Oliver Neuville 90+1′ | (0 – 0) Rapport |       | Dortmund Publik: 65 000 Domare: Luis Medina Cantalejo (Spanien) | Dortmund Publik: 65 000 Domare: Luis Medina Cantalejo (Spanien) |
| 21:00 UTC+2 | 21:00 UTC+2  |                       |                 |       | Dortmund Publik: 65 000 Domare: Luis Medina Cantalejo (Spanien) | Dortmund Publik: 65 000 Domare: Luis Medina Cantalejo (Spanien) |
| 21:00 UTC+2 | 21:00 UTC+2  |                       |                 |       | Dortmund Publik: 65 000 Domare: Luis Medina Cantalejo (Spanien) | Dortmund Publik: 65 000 Domare: Luis Medina Cantalejo (Spanien) |

| 18          | 15 juni 2006 | Ecuador                                                   | 3 – 0           | Costa Rica | AOL Arena                                           |                                                     |
| 15:00 UTC+2 | 15:00 UTC+2  | Carlos Tenorio 8′ Agustín Delgado 54′ Iván Kaviedes 90+2′ | (1 – 0) Rapport |            | Hamburg Publik: 50 000 Domare: Coffi Codjia (Benin) | Hamburg Publik: 50 000 Domare: Coffi Codjia (Benin) |
| 15:00 UTC+2 | 15:00 UTC+2  |                                                           |                 |            | Hamburg Publik: 50 000 Domare: Coffi Codjia (Benin) | Hamburg Publik: 50 000 Domare: Coffi Codjia (Benin) |
| 15:00 UTC+2 | 15:00 UTC+2  |                                                           |                 |            | Hamburg Publik: 50 000 Domare: Coffi Codjia (Benin) | Hamburg Publik: 50 000 Domare: Coffi Codjia (Benin) |

| 33          | 20 juni 2006 | Ecuador | 0 – 3           | Tyskland                                  | Olympiastadion                                                         |                                                                        |
| 16:00 UTC+2 | 16:00 UTC+2  |         | (0 – 2) Rapport | 4′, 44′ Miroslav Klose 57′ Lukas Podolski | Berlin Publik: 72 000 Domare: Valentin Valentinovitj Ivanov (Ryssland) | Berlin Publik: 72 000 Domare: Valentin Valentinovitj Ivanov (Ryssland) |
| 16:00 UTC+2 | 16:00 UTC+2  |         |                 |                                           | Berlin Publik: 72 000 Domare: Valentin Valentinovitj Ivanov (Ryssland) | Berlin Publik: 72 000 Domare: Valentin Valentinovitj Ivanov (Ryssland) |
| 16:00 UTC+2 | 16:00 UTC+2  |         |                 |                                           | Berlin Publik: 72 000 Domare: Valentin Valentinovitj Ivanov (Ryssland) | Berlin Publik: 72 000 Domare: Valentin Valentinovitj Ivanov (Ryssland) |

| 34          | 20 juni 2006 | Costa Rica       | 1 – 2           | Polen                    | Niedersachsenstadion                                       |                                                            |
| 16:00 UTC+2 | 16:00 UTC+2  | Rónald Gómez 25′ | (1 – 1) Rapport | 33′, 65′ Bartosz Bosacki | Hannover Publik: 43 000 Domare: Shamsul Maidin (Singapore) | Hannover Publik: 43 000 Domare: Shamsul Maidin (Singapore) |
| 16:00 UTC+2 | 16:00 UTC+2  |                  |                 |                          | Hannover Publik: 43 000 Domare: Shamsul Maidin (Singapore) | Hannover Publik: 43 000 Domare: Shamsul Maidin (Singapore) |
| 16:00 UTC+2 | 16:00 UTC+2  |                  |                 |                          | Hannover Publik: 43 000 Domare: Shamsul Maidin (Singapore) | Hannover Publik: 43 000 Domare: Shamsul Maidin (Singapore) |

### Grupp B
| Nr | Lag                 | S | V | O | F | GM | IM | MS | P |
| -- | ------------------- | - | - | - | - | -- | -- | -- | - |
| 1  | England             | 3 | 2 | 1 | 0 | 5  | 2  | +3 | 7 |
| 2  | Sverige             | 3 | 1 | 2 | 0 | 3  | 2  | +1 | 5 |
| 3  | Paraguay            | 3 | 1 | 0 | 2 | 2  | 2  | 0  | 3 |
| 4  | Trinidad och Tobago | 3 | 0 | 1 | 2 | 0  | 4  | −4 | 1 |

|       | 10 juni 2006 | England           | 1 – 0   | Paraguay | FIFA VM Stadion Frankfurt                                                |                                                                          |
| 15:00 | 15:00        | Gamarra 4′ (sjm.) | (1 – 0) |          | Frankfurt am Main Publik: 48000 Domare: Marco Antonio Rodríguez (Mexiko) | Frankfurt am Main Publik: 48000 Domare: Marco Antonio Rodríguez (Mexiko) |
|       |              |                   |         |          |                                                                          |                                                                          |

|       | 10 juni 2006 | Trinidad och Tobago | 0 – 0 | Sverige | FIFA VM Stadion Dortmund                                  |                                                           |
| 18:00 | 18:00        |                     |       |         | Dortmund Publik: 62959 Domare: Shamsul Maidin (Singapore) | Dortmund Publik: 62959 Domare: Shamsul Maidin (Singapore) |
|       |              |                     |       |         |                                                           |                                                           |

|       | 15 juni 2006 | England                  | 2 – 0   | Trinidad och Tobago | FIFA VM Stadion Nürnberg                             |                                                      |
| 18:00 | 18:00        | Crouch 83′ Gerrard 90+1′ | (0 – 0) |                     | Nürnberg Publik: 41000 Domare: Toru Kamikawa (Japan) | Nürnberg Publik: 41000 Domare: Toru Kamikawa (Japan) |
|       |              |                          |         |                     |                                                      |                                                      |

|       | 15 juni 2006 | Sverige       | 1 — 0   | Paraguay | Olympiastadion                                        |                                                       |
| 21:00 | 21:00        | Ljungberg 89′ | (0 – 0) |          | Berlin Publik: 72000 Domare: Ľuboš Micheľ (Slovakien) | Berlin Publik: 72000 Domare: Ľuboš Micheľ (Slovakien) |
|       |              |               |         |          |                                                       |                                                       |

|       | 20 juni 2006 | Sverige                 | 2 – 2   | England                 | FIFA VM Stadion Köln                                 |                                                      |
| 21:00 | 21:00        | Allbäck 51′ Larsson 90′ | (0 – 1) | J. Cole 34′ Gerrard 85′ | Köln Publik: 45000 Domare: Massimo Busacca (Schweiz) | Köln Publik: 45000 Domare: Massimo Busacca (Schweiz) |
|       |              |                         |         |                         |                                                      |                                                      |

|       | 20 juni 2006 | Paraguay                     | 2 – 0   | Trinidad och Tobago | Fritz-Walter-Stadion                                           |                                                                |
| 21:00 | 21:00        | Sancho 25′ (sjm.) Cuevas 86′ | (1 – 0) |                     | Kaiserslautern Publik: 46000 Domare: Roberto Rosetti (Italien) | Kaiserslautern Publik: 46000 Domare: Roberto Rosetti (Italien) |
|       |              |                              |         |                     |                                                                |                                                                |

### Grupp C
| Nr | Lag                    | S | V | O | F | GM | IM | MS | P |
| -- | ---------------------- | - | - | - | - | -- | -- | -- | - |
| 1  | Argentina              | 3 | 2 | 1 | 0 | 8  | 1  | +7 | 7 |
| 2  | Nederländerna          | 3 | 2 | 1 | 0 | 3  | 1  | +2 | 7 |
| 3  | Elfenbenskusten        | 3 | 1 | 0 | 2 | 5  | 6  | −1 | 3 |
| 4  | Serbien och Montenegro | 3 | 0 | 0 | 3 | 2  | 10 | −8 | 0 |

|       | 10 juni 2006 | Argentina                | 2 – 1   | Elfenbenskusten | FIFA VM Stadion Hamburg                                    |                                                            |
| 21:00 | 21:00        | Crespo (24) Saviola (38) | (2 – 0) | Drogba (82)     | Hamburg Publik: 49480 Domare: Frank De Bleeckere (Belgien) | Hamburg Publik: 49480 Domare: Frank De Bleeckere (Belgien) |
|       |              |                          |         |                 |                                                            |                                                            |

|       | 11 juni 2006 | Serbien och Montenegro | 0 – 1   | Nederländerna | Zentralstadion                                       |                                                      |
| 15:00 | 15:00        |                        | (0 – 1) | Robben (18)   | Leipzig Publik: 37216 Domare: Markus Merk (Tyskland) | Leipzig Publik: 37216 Domare: Markus Merk (Tyskland) |
|       |              |                        |         |               |                                                      |                                                      |

|       | 16 juni 2006 | Argentina                                                          | 6 – 0   | Serbien och Montenegro | FIFA VM Stadion Gelsenkirchen                                 |                                                               |
| 15:00 | 15:00        | Rodriguez (6, 41) Cambiasso (31) Crespo (78) Tevez (84) Messi (88) | (3 – 0) |                        | Gelsenkirchen Publik: 52000 Domare: Roberto Rosetti (Italien) | Gelsenkirchen Publik: 52000 Domare: Roberto Rosetti (Italien) |
|       |              |                                                                    |         |                        |                                                               |                                                               |

|       | 16 juni 2006 | Nederländerna                       | 2 – 1   | Elfenbenskusten | Gottlieb-Daimler-Stadion                              |                                                       |
| 18:00 | 18:00        | van Persie (23) van Nistelrooy (27) | (2 – 1) | Kone (38)       | Stuttgart Publik: 52000 Domare: Óscar Ruiz (Colombia) | Stuttgart Publik: 52000 Domare: Óscar Ruiz (Colombia) |
|       |              |                                     |         |                 |                                                       |                                                       |

|       | 21 juni 2006 | Nederländerna | 0 – 0 | Argentina | FIFA VM Stadion Frankfurt                                               |                                                                         |
| 21:00 | 21:00        |               |       |           | Frankfurt am Main Publik: 48000 Domare: Luis Medina Cantalejo (Spanien) | Frankfurt am Main Publik: 48000 Domare: Luis Medina Cantalejo (Spanien) |
|       |              |               |       |           |                                                                         |                                                                         |

|       | 21 juni 2006 | Elfenbenskusten                     | 3 – 2   | Serbien och Montenegro | FIFA VM Stadion München                                        |                                                                |
| 21:00 | 21:00        | Dindane (36 str, 67) Kalou (86 str) | (1 – 2) | Žigic (10) Ilic (20)   | München Publik: 66000 Domare: Marco Antonio Rodríguez (Mexiko) | München Publik: 66000 Domare: Marco Antonio Rodríguez (Mexiko) |
|       |              |                                     |         |                        |                                                                |                                                                |

### Grupp D
| Nr | Lag      | S | V | O | F | GM | IM | MS | P |
| -- | -------- | - | - | - | - | -- | -- | -- | - |
| 1  | Portugal | 3 | 3 | 0 | 0 | 5  | 1  | +4 | 9 |
| 2  | Mexiko   | 3 | 1 | 1 | 1 | 4  | 3  | +1 | 4 |
| 3  | Angola   | 3 | 0 | 2 | 1 | 1  | 2  | −1 | 2 |
| 4  | Iran     | 3 | 0 | 1 | 2 | 2  | 6  | −4 | 1 |

|       | 11 juni 2006 | Mexiko                    | 3 – 1   | Iran              | FIFA VM Stadion Nürnberg                                 |                                                          |
| 18:00 | 18:00        | Bravo (28, 76) Zinha (79) | (1 – 1) | Golmohammadi (36) | Nürnberg Publik: 41000 Domare: Roberto Rosetti (Italien) | Nürnberg Publik: 41000 Domare: Roberto Rosetti (Italien) |
|       |              |                           |         |                   |                                                          |                                                          |

|       | 11 juni 2006 | Angola | 0 – 1   | Portugal    | FIFA VM Stadion Köln                                 |                                                      |
| 21:00 | 21:00        |        | (0 – 1) | Pauleta (4) | Köln Publik: 45000 Domare: Jorge Larrionda (Uruguay) | Köln Publik: 45000 Domare: Jorge Larrionda (Uruguay) |
|       |              |        |         |             |                                                      |                                                      |

|       | 16 juni 2006 | Mexiko | 0 – 0 | Angola | FIFA VM Stadion Hannover                                  |                                                           |
| 21:00 | 21:00        |        |       |        | Hannover Publik: 43000 Domare: Shamsul Maidin (Singapore) | Hannover Publik: 43000 Domare: Shamsul Maidin (Singapore) |
|       |              |        |       |        |                                                           |                                                           |

|       | 17 juni 2006 | Portugal                   | 2 – 0   | Iran | FIFA VM Stadion Frankfurt                                       |                                                                 |
| 15:00 | 15:00        | Deco (63) Ronaldo (80 str) | (0 – 0) |      | Frankfurt am Main Publik: 48000 Domare: Éric Poulat (Frankrike) | Frankfurt am Main Publik: 48000 Domare: Éric Poulat (Frankrike) |
|       |              |                            |         |      |                                                                 |                                                                 |

|       | 21 juni 2006 | Portugal                   | 2 – 1   | Mexiko       | FIFA VM Stadion Gelsenkirchen                                |                                                              |
| 16:00 | 16:00        | Maniche (6) Simao (24 str) | (2 – 1) | Fonseca (29) | Gelsenkirchen Publik: 52000 Domare: Ľuboš Micheľ (Slovakien) | Gelsenkirchen Publik: 52000 Domare: Ľuboš Micheľ (Slovakien) |
|       |              |                            |         |              |                                                              |                                                              |

|       | 21 juni 2006 | Iran                | 1 – 1   | Angola      | Zentralstadion                                         |                                                        |
| 16:00 | 16:00        | Bakhtiarizadeh (75) | (0 – 0) | Flavio (60) | Leipzig Publik: 38000 Domare: Mark Shield (Australien) | Leipzig Publik: 38000 Domare: Mark Shield (Australien) |
|       |              |                     |         |             |                                                        |                                                        |

### Grupp E
| Nr | Lag      | S | V | O | F | GM | IM | MS | P |
| -- | -------- | - | - | - | - | -- | -- | -- | - |
| 1  | Italien  | 3 | 2 | 1 | 0 | 5  | 1  | +4 | 7 |
| 2  | Ghana    | 3 | 2 | 0 | 1 | 4  | 3  | +1 | 6 |
| 3  | Tjeckien | 3 | 1 | 0 | 2 | 3  | 4  | −1 | 3 |
| 4  | USA      | 3 | 0 | 1 | 2 | 2  | 6  | −4 | 1 |

|       | 12 juni 2006 | USA | 0 – 3   | Tjeckien                    | FIFA VM Stadion Gelsenkirchen                                  |                                                                |
| 18:00 | 18:00        |     | (0 – 2) | Koller (5) Rosicky (36, 76) | Gelsenkirchen Publik: 52000 Domare: Carlos Amarilla (Paraguay) | Gelsenkirchen Publik: 52000 Domare: Carlos Amarilla (Paraguay) |
|       |              |     |         |                             |                                                                |                                                                |

|       | 12 juni 2006 | Italien                  | 2 – 0   | Ghana | FIFA VM Stadion Hannover                                |                                                         |
| 21:00 | 21:00        | Pirlo (40) Iaquinta (83) | (1 – 0) |       | Hannover Publik: 43000 Domare: Carlos Simon (Brasilien) | Hannover Publik: 43000 Domare: Carlos Simon (Brasilien) |
|       |              |                          |         |       |                                                         |                                                         |

|       | 17 juni 2006 | Tjeckien | 0 – 2   | Ghana                 | FIFA VM Stadion Köln                                    |                                                         |
| 18:00 | 18:00        |          | (0 – 1) | Gyan (2) Muntari (82) | Köln Publik: 45000 Domare: Horacio Elizondo (Argentina) | Köln Publik: 45000 Domare: Horacio Elizondo (Argentina) |
|       |              |          |         |                       |                                                         |                                                         |

|       | 17 juni 2006 | Italien        | 1 – 1   | USA              | Fritz-Walter-Stadion                                           |                                                                |
| 21:00 | 21:00        | Gilardino (22) | (1 – 1) | Zaccardo (27 sm) | Kaiserslautern Publik: 46000 Domare: Jorge Larrionda (Uruguay) | Kaiserslautern Publik: 46000 Domare: Jorge Larrionda (Uruguay) |
|       |              |                |         |                  |                                                                |                                                                |

|       | 22 juni 2006 | Tjeckien | 0 – 2   | Italien                     | FIFA VM Stadion Hamburg                                 |                                                         |
| 16:00 | 16:00        |          | (0 – 1) | Materazzi (26) Inzaghi (87) | Hamburg Publik: 50000 Domare: Benito Archundia (Mexiko) | Hamburg Publik: 50000 Domare: Benito Archundia (Mexiko) |
|       |              |          |         |                             |                                                         |                                                         |

|       | 22 juni 2006 | Ghana                     | 2 – 1   | USA          | FIFA VM Stadion Nürnberg                              |                                                       |
| 16:00 | 16:00        | Draman (22) Appiah (45+2) | (2 – 1) | Dempsey (43) | Nürnberg Publik: 41000 Domare: Markus Merk (Tyskland) | Nürnberg Publik: 41000 Domare: Markus Merk (Tyskland) |
|       |              |                           |         |              |                                                       |                                                       |

### Grupp F
| Nr | Lag        | S | V | O | F | GM | IM | MS | P |
| -- | ---------- | - | - | - | - | -- | -- | -- | - |
| 1  | Brasilien  | 3 | 3 | 0 | 0 | 7  | 1  | +6 | 9 |
| 2  | Australien | 3 | 1 | 1 | 1 | 5  | 5  | 0  | 4 |
| 3  | Kroatien   | 3 | 0 | 2 | 1 | 2  | 3  | −1 | 2 |
| 4  | Japan      | 3 | 0 | 1 | 2 | 2  | 7  | −5 | 1 |

|       | 12 juni 2006 | Australien                    | 3 – 1   | Japan         | Fritz-Walter-Stadion                                              |                                                                   |
| 15:00 | 15:00        | Cahill (84, 89) Aloisi (90+2) | (0 – 1) | Nakamura (26) | Kaiserslautern Publik: 46000 Domare: Essam Abd El Fatah (Egypten) | Kaiserslautern Publik: 46000 Domare: Essam Abd El Fatah (Egypten) |
|       |              |                               |         |               |                                                                   |                                                                   |

|       | 13 juni 2006 | Brasilien | 1 – 0   | Kroatien | Olympiastadion                                         |                                                        |
| 21:00 | 21:00        | Kaká (44) | (1 – 0) |          | Berlin Publik: 72000 Domare: Benito Archundia (Mexiko) | Berlin Publik: 72000 Domare: Benito Archundia (Mexiko) |
|       |              |           |         |          |                                                        |                                                        |

|       | 18 juni 2006 | Japan | 0 – 0 | Kroatien | FIFA VM Stadion Nürnberg                                    |                                                             |
| 15:00 | 15:00        |       |       |          | Nürnberg Publik: 41000 Domare: Frank De Bleeckere (Belgien) | Nürnberg Publik: 41000 Domare: Frank De Bleeckere (Belgien) |
|       |              |       |       |          |                                                             |                                                             |

|       | 18 juni 2006 | Brasilien              | 2 – 0   | Australien | FIFA VM Stadion München                              |                                                      |
| 18:00 | 18:00        | Adriano (49) Fred (90) | (0 – 0) |            | München Publik: 66000 Domare: Markus Merk (Tyskland) | München Publik: 66000 Domare: Markus Merk (Tyskland) |
|       |              |                        |         |            |                                                      |                                                      |

|       | 22 juni 2006 | Japan       | 1 – 4   | Brasilien                                   | FIFA VM Stadion Dortmund                               |                                                        |
| 21:00 | 21:00        | Tamada (34) | (1 – 1) | Ronaldo (45, 81) Juninho (53) Gilberto (59) | Dortmund Publik: 65000 Domare: Éric Poulat (Frankrike) | Dortmund Publik: 65000 Domare: Éric Poulat (Frankrike) |
|       |              |             |         |                                             |                                                        |                                                        |

|       | 22 juni 2006 | Kroatien            | 2 – 2   | Australien                 | Mercedes-Benz Arena                                   |                                                       |
| 21:00 | 21:00        | Srna (2) Kovac (57) | (1 – 1) | Moore (39 str) Kewell (79) | Stuttgart Publik: 52000 Domare: Graham Poll (England) | Stuttgart Publik: 52000 Domare: Graham Poll (England) |
|       |              |                     |         |                            |                                                       |                                                       |

### Grupp G
| Nr | Lag       | S | V | O | F | GM | IM | MS | P |
| -- | --------- | - | - | - | - | -- | -- | -- | - |
| 1  | Schweiz   | 3 | 2 | 1 | 0 | 4  | 0  | +4 | 7 |
| 2  | Frankrike | 3 | 1 | 2 | 0 | 3  | 1  | +2 | 5 |
| 3  | Sydkorea  | 3 | 1 | 1 | 1 | 3  | 4  | −1 | 4 |
| 4  | Togo      | 3 | 0 | 0 | 3 | 1  | 6  | −5 | 0 |

|       | 13 juni 2006 | Sydkorea                     | 2 – 1   | Togo       | FIFA VM Stadion Frankfurt                                     |                                                               |
| 15:00 | 15:00        | Chun-Soo (54) Jung-Hwan (72) | (0 – 1) | Kader (31) | Frankfurt am Main Publik: 48000 Domare: Graham Poll (England) | Frankfurt am Main Publik: 48000 Domare: Graham Poll (England) |
|       |              |                              |         |            |                                                               |                                                               |

|       | 13 juni 2006 | Frankrike | 0 – 0 | Schweiz | Mercedes-Benz Arena                                                      |                                                                          |
| 18:00 | 18:00        |           |       |         | Stuttgart Publik: 52000 Domare: Valentin Valentinovitj Ivanov (Ryssland) | Stuttgart Publik: 52000 Domare: Valentin Valentinovitj Ivanov (Ryssland) |
|       |              |           |       |         |                                                                          |                                                                          |

|       | 18 juni 2006 | Frankrike | 1 – 1   | Sydkorea     | Zentralstadion                                          |                                                         |
| 21:00 | 21:00        | Henry (9) | (1 – 0) | Ji-Sung (81) | Leipzig Publik: 43000 Domare: Benito Archundia (Mexiko) | Leipzig Publik: 43000 Domare: Benito Archundia (Mexiko) |
|       |              |           |         |              |                                                         |                                                         |

|       | 19 juni 2006 | Togo | 0 – 2   | Schweiz                 | FIFA VM Stadion Dortmund                                  |                                                           |
| 15:00 | 15:00        |      | (0 – 1) | Frei (16) Barnetta (88) | Dortmund Publik: 65000 Domare: Carlos Amarilla (Paraguay) | Dortmund Publik: 65000 Domare: Carlos Amarilla (Paraguay) |
|       |              |      |         |                         |                                                           |                                                           |

|       | 23 juni 2006 | Togo | 0 – 2   | Frankrike              | FIFA VM Stadion Köln                                 |                                                      |
| 21:00 | 21:00        |      | (0 – 0) | Vieira (55) Henry (61) | Köln Publik: 45000 Domare: Jorge Larrionda (Uruguay) | Köln Publik: 45000 Domare: Jorge Larrionda (Uruguay) |
|       |              |      |         |                        |                                                      |                                                      |

|       | 23 juni 2006 | Schweiz                 | 2 – 0   | Sydkorea | FIFA VM Stadion Hannover                                    |                                                             |
| 21:00 | 21:00        | Senderos (23) Frei (77) | (1 – 0) |          | Hannover Publik: 43000 Domare: Horacio Elizondo (Argentina) | Hannover Publik: 43000 Domare: Horacio Elizondo (Argentina) |
|       |              |                         |         |          |                                                             |                                                             |

### Grupp H
| Nr | Lag          | S | V | O | F | GM | IM | MS | P |
| -- | ------------ | - | - | - | - | -- | -- | -- | - |
| 1  | Spanien      | 3 | 3 | 0 | 0 | 8  | 1  | +7 | 9 |
| 2  | Ukraina      | 3 | 2 | 0 | 1 | 5  | 4  | +1 | 6 |
| 3  | Tunisien     | 3 | 0 | 1 | 2 | 3  | 6  | −3 | 1 |
| 4  | Saudiarabien | 3 | 0 | 1 | 2 | 2  | 7  | −5 | 1 |

|       | 14 juni 2006 | Spanien                                    | 4 – 0   | Ukraina | Zentralstadion                                          |                                                         |
| 15:00 | 15:00        | Alonso (14) Villa (17, 48 str) Torres (81) | (2 – 0) |         | Leipzig Publik: 43000 Domare: Massimo Busacca (Schweiz) | Leipzig Publik: 43000 Domare: Massimo Busacca (Schweiz) |
|       |              |                                            |         |         |                                                         |                                                         |

|       | 14 juni 2006 | Tunisien                 | 2 – 2   | Saudiarabien                  | FIFA VM Stadion München                                |                                                        |
| 18:00 | 18:00        | Jaziri (23) Jaidi (90+2) | (1 – 0) | Al Kahtani (57) Al Jaber (84) | München Publik: 66000 Domare: Mark Shield (Australien) | München Publik: 66000 Domare: Mark Shield (Australien) |
|       |              |                          |         |                               |                                                        |                                                        |

|       | 19 juni 2006 | Saudiarabien | 0 – 4   | Ukraina                                                 | FIFA VM Stadion Hamburg                             |                                                     |
| 18:00 | 18:00        |              | (0 – 2) | Rusol (4) Rebrov (36) Sjevtjenko (46) Kalinichenko (84) | Hamburg Publik: 50000 Domare: Graham Poll (England) | Hamburg Publik: 50000 Domare: Graham Poll (England) |
|       |              |              |         |                                                         |                                                     |                                                     |

|       | 19 juni 2006 | Spanien                         | 3 – 1   | Tunisien  | Gottlieb-Daimler-Stadion                                 |                                                          |
| 21:00 | 21:00        | Raúl (71) Torres (76, 90+1 str) | (0 – 1) | Mnari (8) | Stuttgart Publik: 52000 Domare: Carlos Simon (Brasilien) | Stuttgart Publik: 52000 Domare: Carlos Simon (Brasilien) |
|       |              |                                 |         |           |                                                          |                                                          |

|       | 23 juni 2006 | Saudiarabien | 0 – 1   | Spanien      | Fritz-Walter-Stadion                                      |                                                           |
| 16:00 | 16:00        |              | (0 – 1) | Juanito (36) | Kaiserslautern Publik: 46000 Domare: Coffi Codjia (Benin) | Kaiserslautern Publik: 46000 Domare: Coffi Codjia (Benin) |
|       |              |              |         |              |                                                           |                                                           |

|       | 23 juni 2006 | Ukraina             | 1 – 0   | Tunisien | Olympiastadion                                          |                                                         |
| 16:00 | 16:00        | Sjevtjenko (70 str) | (0 – 0) |          | Berlin Publik: 72000 Domare: Carlos Amarilla (Paraguay) | Berlin Publik: 72000 Domare: Carlos Amarilla (Paraguay) |
|       |              |                     |         |          |                                                         |                                                         |

## Slutspel

### Slutspelsträd
|  | Åttondelsfinaler         | Åttondelsfinaler       |                    |       | Kvartsfinaler | Kvartsfinaler |                    |                    | Semifinaler | Semifinaler |  |  | Final | Final |
|  |                          |                        |                    |       |               |               |                    |                    |             |             |  |  |       |       |
|  | 24 juni – München        |                        |                    |       |               |               |                    |                    |             |             |  |  |       |       |
|  |                          |                        |                    |       |               |               |                    |                    |             |             |  |  |       |       |
|  | Tyskland                 | 2                      |                    |       |               |               |                    |                    |             |             |  |  |       |       |
|  | Tyskland                 | 2                      | 30 juni – Berlin   |       |               |               |                    |                    |             |             |  |  |       |       |
|  | Sverige                  | 0                      |                    |       |               |               |                    |                    |             |             |  |  |       |       |
|  | Sverige                  | 0                      | Tyskland (str.)    | 1 (4) |               |               |                    |                    |             |             |  |  |       |       |
|  | 24 juni – Leipzig        |                        | Tyskland (str.)    | 1 (4) |               |               |                    |                    |             |             |  |  |       |       |
|  |                          | Argentina              | 1 (2)              |       |               |               |                    |                    |             |             |  |  |       |       |
|  | Argentina (e.f.)         | Argentina              | 1 (2)              | 2     |               |               |                    |                    |             |             |  |  |       |       |
|  | Argentina (e.f.)         |                        | 4 juli – Dortmund  | 2     |               |               |                    |                    |             |             |  |  |       |       |
|  | Mexiko                   | 1                      |                    |       |               |               |                    |                    |             |             |  |  |       |       |
|  | Mexiko                   | 1                      | Tyskland           | 0     |               |               |                    |                    |             |             |  |  |       |       |
|  | 26 juni – Kaiserslautern |                        | Tyskland           | 0     |               |               |                    |                    |             |             |  |  |       |       |
|  |                          | Italien (e.f.)         | 2                  |       |               |               |                    |                    |             |             |  |  |       |       |
|  | Italien                  | Italien (e.f.)         | 2                  | 1     |               |               |                    |                    |             |             |  |  |       |       |
|  | Italien                  | 30 juni – Hamburg      |                    | 1     |               |               |                    |                    |             |             |  |  |       |       |
|  | Australien               | 0                      |                    |       |               |               |                    |                    |             |             |  |  |       |       |
|  | Australien               | 0                      | Italien            | 3     |               |               |                    |                    |             |             |  |  |       |       |
|  | 26 juni – Köln           |                        | Italien            | 3     |               |               |                    |                    |             |             |  |  |       |       |
|  |                          | Ukraina                | 0                  |       |               |               |                    |                    |             |             |  |  |       |       |
|  | Schweiz                  | Ukraina                | 0                  | 0 (0) |               |               |                    |                    |             |             |  |  |       |       |
|  | Schweiz                  |                        | 9 juli – Berlin    | 0 (0) |               |               |                    |                    |             |             |  |  |       |       |
|  | Ukraina (str.)           | 0 (3)                  |                    |       |               |               |                    |                    |             |             |  |  |       |       |
|  | Ukraina (str.)           | 0 (3)                  | Italien (str.)     | 1 (5) |               |               |                    |                    |             |             |  |  |       |       |
|  | 25 juni – Stuttgart      |                        | Italien (str.)     | 1 (5) |               |               |                    |                    |             |             |  |  |       |       |
|  |                          | Frankrike              | 1 (3)              |       |               |               |                    |                    |             |             |  |  |       |       |
|  | England                  | Frankrike              | 1 (3)              | 1     |               |               |                    |                    |             |             |  |  |       |       |
|  | England                  | 1 juli – Gelsenkirchen |                    | 1     |               |               |                    |                    |             |             |  |  |       |       |
|  | Ecuador                  | 0                      |                    |       |               |               |                    |                    |             |             |  |  |       |       |
|  | Ecuador                  | 0                      | England            | 0 (1) |               |               |                    |                    |             |             |  |  |       |       |
|  | 25 juni – Nürnberg       |                        | England            | 0 (1) |               |               |                    |                    |             |             |  |  |       |       |
|  |                          | Portugal (str.)        | 0 (3)              |       |               |               |                    |                    |             |             |  |  |       |       |
|  | Portugal                 | Portugal (str.)        | 0 (3)              | 1     |               |               |                    |                    |             |             |  |  |       |       |
|  | Portugal                 |                        | 5 juli – München   | 1     |               |               |                    |                    |             |             |  |  |       |       |
|  | Nederländerna            | 0                      |                    |       |               |               |                    |                    |             |             |  |  |       |       |
|  | Nederländerna            | 0                      | Portugal           | 0     |               |               |                    |                    |             |             |  |  |       |       |
|  | 27 juni – Dortmund       |                        | Portugal           | 0     |               |               |                    |                    |             |             |  |  |       |       |
|  |                          | Frankrike              | 1                  |       | Bronsmatch    | Bronsmatch    |                    |                    |             |             |  |  |       |       |
|  | Brasilien                | Frankrike              | 1                  | 3     | Bronsmatch    | Bronsmatch    |                    |                    |             |             |  |  |       |       |
|  | Brasilien                | 1 juli – Frankfurt     | 1 juli – Frankfurt | 3     |               |               | 8 juli – Stuttgart | 8 juli – Stuttgart |             |             |  |  |       |       |
|  | Ghana                    | 1 juli – Frankfurt     | 1 juli – Frankfurt | 0     |               |               | 8 juli – Stuttgart | 8 juli – Stuttgart |             |             |  |  |       |       |
|  | Ghana                    | Brasilien              | 0                  | 0     | Tyskland      | 3             |                    |                    |             |             |  |  |       |       |
|  | 27 juni – Hannover       | Brasilien              | 0                  |       | Tyskland      | 3             |                    |                    |             |             |  |  |       |       |
|  |                          | Frankrike              | 1                  |       | Portugal      | 1             |                    |                    |             |             |  |  |       |       |
|  | Spanien                  | Frankrike              | 1                  | 1     | Portugal      | 1             |                    |                    |             |             |  |  |       |       |
|  | Spanien                  |                        |                    | 1     |               |               |                    |                    |             |             |  |  |       |       |
|  | Frankrike                | 3                      |                    |       |               |               |                    |                    |             |             |  |  |       |       |
|  | Frankrike                | 3                      |                    |       |               |               |                    |                    |             |             |  |  |       |       |

### Åttondelsfinaler
| 49    | 24 juni | Tyskland         | 2 – 0           | Sverige | FIFA WM Stadion München, München                |                                                 |
| 17:00 | 17:00   | Podolski 4′, 12′ | (2 – 0) Rapport |         | Publik: 66 000 Domare: Carlos Simon (Brasilien) | Publik: 66 000 Domare: Carlos Simon (Brasilien) |
| 17:00 | 17:00   |                  |                 |         | Publik: 66 000 Domare: Carlos Simon (Brasilien) | Publik: 66 000 Domare: Carlos Simon (Brasilien) |
| 17:00 | 17:00   |                  |                 |         | Publik: 66 000 Domare: Carlos Simon (Brasilien) | Publik: 66 000 Domare: Carlos Simon (Brasilien) |

| 50    | 24 juni | Argentina                | 2 – 1 (e.fl.)   | Mexiko     | Zentralstadion, Leipzig                          |                                                  |
| 21:00 | 21:00   | Crespo 10′ Rodríguez 98′ | (1 – 1) Rapport | Márquez 6′ | Publik: 43 000 Domare: Massimo Busacca (Schweiz) | Publik: 43 000 Domare: Massimo Busacca (Schweiz) |
| 21:00 | 21:00   |                          |                 |            | Publik: 43 000 Domare: Massimo Busacca (Schweiz) | Publik: 43 000 Domare: Massimo Busacca (Schweiz) |
| 21:00 | 21:00   |                          |                 |            | Publik: 43 000 Domare: Massimo Busacca (Schweiz) | Publik: 43 000 Domare: Massimo Busacca (Schweiz) |

| 51    | 25 juni | England     | 1 – 0           | Ecuador | Gottlieb-Daimler-Stadion, Stuttgart                 |                                                     |
| 17:00 | 17:00   | Beckham 60′ | (0 – 0) Rapport |         | Publik: 52 000 Domare: Frank De Bleeckere (Belgien) | Publik: 52 000 Domare: Frank De Bleeckere (Belgien) |
| 17:00 | 17:00   |             |                 |         | Publik: 52 000 Domare: Frank De Bleeckere (Belgien) | Publik: 52 000 Domare: Frank De Bleeckere (Belgien) |
| 17:00 | 17:00   |             |                 |         | Publik: 52 000 Domare: Frank De Bleeckere (Belgien) | Publik: 52 000 Domare: Frank De Bleeckere (Belgien) |

| 52    | 25 juni | Portugal    | 1 – 0           | Nederländerna | Frankenstadion, Nürnberg                                        |                                                                 |
| 21:00 | 21:00   | Maniche 23′ | (1 – 0) Rapport |               | Publik: 41 000 Domare: Valentin Valentinovitj Ivanov (Ryssland) | Publik: 41 000 Domare: Valentin Valentinovitj Ivanov (Ryssland) |
| 21:00 | 21:00   |             |                 |               | Publik: 41 000 Domare: Valentin Valentinovitj Ivanov (Ryssland) | Publik: 41 000 Domare: Valentin Valentinovitj Ivanov (Ryssland) |
| 21:00 | 21:00   |             |                 |               | Publik: 41 000 Domare: Valentin Valentinovitj Ivanov (Ryssland) | Publik: 41 000 Domare: Valentin Valentinovitj Ivanov (Ryssland) |

| 53    | 26 juni | Italien            | 1 – 0           | Australien | Fritz-Walter-Stadion, Kaiserslautern                   |                                                        |
| 17:00 | 17:00   | Totti 90+5′ (str.) | (0 – 0) Rapport |            | Publik: 46 000 Domare: Luis Medina Cantalejo (Spanien) | Publik: 46 000 Domare: Luis Medina Cantalejo (Spanien) |
| 17:00 | 17:00   |                    |                 |            | Publik: 46 000 Domare: Luis Medina Cantalejo (Spanien) | Publik: 46 000 Domare: Luis Medina Cantalejo (Spanien) |
| 17:00 | 17:00   |                    |                 |            | Publik: 46 000 Domare: Luis Medina Cantalejo (Spanien) | Publik: 46 000 Domare: Luis Medina Cantalejo (Spanien) |

| 54    | 26 juni | Schweiz                   | 0 – 0 (e.fl.)              | Ukraina                            | FIFA WM Stadion Köln, Köln                       |                                                  |
| 21:00 | 21:00   |                           | Rapport                    |                                    | Publik: 45 000 Domare: Benito Archundia (Mexiko) | Publik: 45 000 Domare: Benito Archundia (Mexiko) |
| 21:00 | 21:00   |                           |                            |                                    | Publik: 45 000 Domare: Benito Archundia (Mexiko) | Publik: 45 000 Domare: Benito Archundia (Mexiko) |
| 21:00 | 21:00   | Streller Barnetta Cabanas | Straffsparksläggning 0 – 3 | Sjevtjenko Milevskyj Rebrov Husiev | Publik: 45 000 Domare: Benito Archundia (Mexiko) | Publik: 45 000 Domare: Benito Archundia (Mexiko) |

| 55    | 27 juni | Brasilien                               | 3 – 0           | Ghana | FIFA WM Stadion Dortmund, Dortmund              |                                                 |
| 17:00 | 17:00   | Ronaldo 5′ Adriano 45+1′ Zé Roberto 84′ | (2 – 0) Rapport |       | Publik: 65 000 Domare: Ľuboš Micheľ (Slovakien) | Publik: 65 000 Domare: Ľuboš Micheľ (Slovakien) |
| 17:00 | 17:00   |                                         |                 |       | Publik: 65 000 Domare: Ľuboš Micheľ (Slovakien) | Publik: 65 000 Domare: Ľuboš Micheľ (Slovakien) |
| 17:00 | 17:00   |                                         |                 |       | Publik: 65 000 Domare: Ľuboš Micheľ (Slovakien) | Publik: 65 000 Domare: Ľuboš Micheľ (Slovakien) |

| 56    | 27 juni | Spanien          | 1 – 3           | Frankrike                          | FIFA WM Stadion Hannover, Hannover               |                                                  |
| 21:00 | 21:00   | Villa 28′ (str.) | (1 – 1) Rapport | Ribéry 41′ Vieira 83′ Zidane 90+2′ | Publik: 43 000 Domare: Roberto Rosetti (Italien) | Publik: 43 000 Domare: Roberto Rosetti (Italien) |
| 21:00 | 21:00   |                  |                 |                                    | Publik: 43 000 Domare: Roberto Rosetti (Italien) | Publik: 43 000 Domare: Roberto Rosetti (Italien) |
| 21:00 | 21:00   |                  |                 |                                    | Publik: 43 000 Domare: Roberto Rosetti (Italien) | Publik: 43 000 Domare: Roberto Rosetti (Italien) |

### Kvartsfinaler
| 57    | 30 juni | Tyskland                           | 1 – 1 (e.fl.)              | Argentina                      | Olympiastadion, Berlin                          |                                                 |
| 17:00 | 17:00   | Klose 80′                          | (0 – 0, 1 – 1) Rapport     | Ayala 49′                      | Publik: 72 000 Domare: Ľuboš Micheľ (Slovakien) | Publik: 72 000 Domare: Ľuboš Micheľ (Slovakien) |
| 17:00 | 17:00   |                                    |                            |                                | Publik: 72 000 Domare: Ľuboš Micheľ (Slovakien) | Publik: 72 000 Domare: Ľuboš Micheľ (Slovakien) |
| 17:00 | 17:00   | Neuville Ballack Podolski Borowski | Straffsparksläggning 4 – 2 | Cruz Ayala Rodríguez Cambiasso | Publik: 72 000 Domare: Ľuboš Micheľ (Slovakien) | Publik: 72 000 Domare: Ľuboš Micheľ (Slovakien) |

| 58    | 30 juni | Italien                    | 3 – 0           | Ukraina | FIFA WM Stadion Hamburg, Hamburg                    |                                                     |
| 21:00 | 21:00   | Zambrotta 6′ Toni 59′, 69′ | (1 – 0) Rapport |         | Publik: 50 000 Domare: Frank De Bleeckere (Belgien) | Publik: 50 000 Domare: Frank De Bleeckere (Belgien) |
| 21:00 | 21:00   |                            |                 |         | Publik: 50 000 Domare: Frank De Bleeckere (Belgien) | Publik: 50 000 Domare: Frank De Bleeckere (Belgien) |
| 21:00 | 21:00   |                            |                 |         | Publik: 50 000 Domare: Frank De Bleeckere (Belgien) | Publik: 50 000 Domare: Frank De Bleeckere (Belgien) |

| 59    | 1 juli | England                              | 0 – 0 (e.fl.)              | Portugal                          | FIFA WM Stadion Gelsenkirchen, Gelsenkirchen        |                                                     |
| 17:00 | 17:00  |                                      | Rapport                    |                                   | Publik: 52 000 Domare: Horacio Elizondo (Argentina) | Publik: 52 000 Domare: Horacio Elizondo (Argentina) |
| 17:00 | 17:00  |                                      |                            |                                   | Publik: 52 000 Domare: Horacio Elizondo (Argentina) | Publik: 52 000 Domare: Horacio Elizondo (Argentina) |
| 17:00 | 17:00  | Lampard Hargreaves Gerrard Carragher | Straffsparksläggning 1 – 3 | Simão Viana Petit Postiga Ronaldo | Publik: 52 000 Domare: Horacio Elizondo (Argentina) | Publik: 52 000 Domare: Horacio Elizondo (Argentina) |

| 60    | 1 juli | Brasilien | 0 – 1           | Frankrike | FIFA WM Stadion Frankfurt, Frankfurt am Main           |                                                        |
| 21:00 | 21:00  |           | (0 – 0) Rapport | Henry 57′ | Publik: 48 000 Domare: Luis Medina Cantalejo (Spanien) | Publik: 48 000 Domare: Luis Medina Cantalejo (Spanien) |
| 21:00 | 21:00  |           |                 |           | Publik: 48 000 Domare: Luis Medina Cantalejo (Spanien) | Publik: 48 000 Domare: Luis Medina Cantalejo (Spanien) |
| 21:00 | 21:00  |           |                 |           | Publik: 48 000 Domare: Luis Medina Cantalejo (Spanien) | Publik: 48 000 Domare: Luis Medina Cantalejo (Spanien) |

### Semifinaler
| 61    | 4 juli | Tyskland | 0 – 2 (e.fl.)   | Italien                      | FIFA WM Stadion Dortmund, Dortmund               |                                                  |
| 21:00 | 21:00  |          | (0 – 0) Rapport | Grosso 119′ Del Piero 120+1′ | Publik: 65 000 Domare: Benito Archundia (Mexiko) | Publik: 65 000 Domare: Benito Archundia (Mexiko) |
| 21:00 | 21:00  |          |                 |                              | Publik: 65 000 Domare: Benito Archundia (Mexiko) | Publik: 65 000 Domare: Benito Archundia (Mexiko) |
| 21:00 | 21:00  |          |                 |                              | Publik: 65 000 Domare: Benito Archundia (Mexiko) | Publik: 65 000 Domare: Benito Archundia (Mexiko) |

| 62    | 5 juli | Portugal | 0 – 1           | Frankrike         | FIFA WM Stadion München, München                 |                                                  |
| 21:00 | 21:00  |          | (0 – 1) Rapport | Zidane 33′ (str.) | Publik: 66 000 Domare: Jorge Larrionda (Uruguay) | Publik: 66 000 Domare: Jorge Larrionda (Uruguay) |
| 21:00 | 21:00  |          |                 |                   | Publik: 66 000 Domare: Jorge Larrionda (Uruguay) | Publik: 66 000 Domare: Jorge Larrionda (Uruguay) |
| 21:00 | 21:00  |          |                 |                   | Publik: 66 000 Domare: Jorge Larrionda (Uruguay) | Publik: 66 000 Domare: Jorge Larrionda (Uruguay) |

### Bronsmatch
| 63    | 8 juli | Tyskland                                 | 3 – 1           | Portugal       | Gottlieb-Daimler-Stadion, Stuttgart          |                                              |
| 21:00 | 21:00  | Schweinsteiger 56′, 78′ Petit 60′ (sjm.) | (0 – 0) Rapport | Nuno Gomes 88′ | Publik: 52 000 Domare: Toru Kamikawa (Japan) | Publik: 52 000 Domare: Toru Kamikawa (Japan) |
| 21:00 | 21:00  |                                          |                 |                | Publik: 52 000 Domare: Toru Kamikawa (Japan) | Publik: 52 000 Domare: Toru Kamikawa (Japan) |
| 21:00 | 21:00  |                                          |                 |                | Publik: 52 000 Domare: Toru Kamikawa (Japan) | Publik: 52 000 Domare: Toru Kamikawa (Japan) |

### Final
| 64    | 9 juli | Italien                                   | 0000 1 – 1 (e.fl.)         | Frankrike                       | Olympiastadion                                             |                                                            |
| 20:00 | 20:00  | Materazzi 19′                             | (1 – 1) Rapport            | Zidane 7′ (str.)                | Berlin Publik: 69 000 Domare: Horacio Elizondo (Argentina) | Berlin Publik: 69 000 Domare: Horacio Elizondo (Argentina) |
| 20:00 | 20:00  |                                           |                            |                                 | Berlin Publik: 69 000 Domare: Horacio Elizondo (Argentina) | Berlin Publik: 69 000 Domare: Horacio Elizondo (Argentina) |
| 20:00 | 20:00  | Pirlo Materazzi De Rossi Del Piero Grosso | Straffsparksläggning 5 – 3 | Wiltord Trezeguet Abidal Sagnol | Berlin Publik: 69 000 Domare: Horacio Elizondo (Argentina) | Berlin Publik: 69 000 Domare: Horacio Elizondo (Argentina) |

## Slutställning
| Nr | Lag                    | S | V | O | F | GM | IM | MS  | P  |
| -- | ---------------------- | - | - | - | - | -- | -- | --- | -- |
| 1  | Italien                | 7 | 5 | 2 | 0 | 12 | 2  | +10 | 12 |
| 2  | Frankrike              | 7 | 4 | 3 | 0 | 9  | 3  | +6  | 11 |
| 3  | Tyskland               | 7 | 5 | 1 | 1 | 14 | 6  | +8  | 11 |
| 4  | Portugal               | 7 | 4 | 1 | 2 | 7  | 5  | +2  | 9  |
| 5  | Brasilien              | 5 | 4 | 0 | 1 | 10 | 2  | +8  | 8  |
| 6  | Argentina              | 5 | 3 | 2 | 0 | 11 | 3  | +8  | 8  |
| 7  | England                | 5 | 3 | 2 | 0 | 6  | 2  | +4  | 8  |
| 8  | Ukraina                | 5 | 2 | 1 | 2 | 5  | 7  | −2  | 5  |
| 9  | Spanien                | 4 | 3 | 0 | 1 | 9  | 4  | +5  | 6  |
| 10 | Schweiz                | 4 | 2 | 2 | 0 | 4  | 0  | +4  | 6  |
| 11 | Nederländerna          | 4 | 2 | 1 | 1 | 3  | 2  | +1  | 5  |
| 12 | Ecuador                | 4 | 2 | 0 | 2 | 5  | 4  | +1  | 4  |
| 13 | Ghana                  | 4 | 2 | 0 | 2 | 4  | 6  | −2  | 4  |
| 14 | Sverige                | 4 | 1 | 2 | 1 | 3  | 4  | −1  | 4  |
| 15 | Mexiko                 | 4 | 1 | 1 | 2 | 5  | 5  | 0   | 3  |
| 16 | Australien             | 4 | 1 | 1 | 2 | 5  | 6  | −1  | 3  |
| 17 | Sydkorea               | 3 | 1 | 1 | 1 | 3  | 4  | −1  | 3  |
| 18 | Paraguay               | 3 | 1 | 0 | 2 | 2  | 2  | 0   | 2  |
| 19 | Elfenbenskusten        | 3 | 1 | 0 | 2 | 5  | 6  | −1  | 2  |
| 20 | Tjeckien               | 3 | 1 | 0 | 2 | 3  | 4  | −1  | 2  |
| 21 | Polen                  | 3 | 1 | 0 | 2 | 2  | 4  | −2  | 2  |
| 22 | Kroatien               | 3 | 0 | 2 | 1 | 2  | 3  | −1  | 2  |
| 23 | Angola                 | 3 | 0 | 2 | 1 | 1  | 2  | −1  | 2  |
| 24 | Tunisien               | 3 | 0 | 1 | 2 | 3  | 6  | −3  | 1  |
| 25 | Iran                   | 3 | 0 | 1 | 2 | 2  | 6  | −4  | 1  |
| 25 | USA                    | 3 | 0 | 1 | 2 | 2  | 6  | −4  | 1  |
| 27 | Trinidad och Tobago    | 3 | 0 | 1 | 2 | 0  | 4  | −4  | 1  |
| 28 | Japan                  | 3 | 0 | 1 | 2 | 2  | 7  | −5  | 1  |
| 28 | Saudiarabien           | 3 | 0 | 1 | 2 | 2  | 7  | −5  | 1  |
| 30 | Togo                   | 3 | 0 | 0 | 3 | 1  | 6  | −5  | 0  |
| 31 | Costa Rica             | 3 | 0 | 0 | 3 | 3  | 9  | −6  | 0  |
| 32 | Serbien och Montenegro | 3 | 0 | 0 | 3 | 2  | 10 | −8  | 0  |

## Utmärkelser
| Vinnare av Fotbolls-VM 2006 | Vinnare av fair play award | Guldbollen      | Guldskon       |
| --------------------------- | -------------------------- | --------------- | -------------- |
| Italien · Fjärde titeln     | Brasilien · Spanien        | Zinedine Zidane | Miroslav Klose |

## Statistik

### Skytteliga
5 mål
- Miroslav Klose

3 mål
| - Hernán Crespo - Maxi Rodríguez | - Ronaldo - Thierry Henry | - Zinedine Zidane - Fernando Torres | - David Villa - Lukas Podolski |

2 mål
| - Tim Cahill - Adriano - Paulo Wanchope - Agustín Delgado - Carlos Tenorio | - Aruna Dindane - Steven Gerrard - Patrick Vieira - Luca Toni | - Marco Materazzi - Omar Bravo - Bartosz Bosacki - Maniche | - Alexander Frei - Tomáš Rosický - Bastian Schweinsteiger - Andrij Sjevtjenko |

1 mål
| - Flávio Amado - Roberto Ayala - Esteban Cambiasso - Lionel Messi - Javier Saviola - Carlos Tévez - John Aloisi - Harry Kewell - Craig Moore - Fred - Gilberto - Juninho - Kaká - Zé Roberto - Rónald Gómez - Iván Kaviedes - Didier Drogba - Bonaventure Kalou - Bakary Koné - David Beckham | - Joe Cole - Peter Crouch - Franck Ribéry - Stephen Appiah - Haminu Dramani - Asamoah Gyan - Sulley Muntari - Sohrab Bakhtiarizadeh - Yahya Golmohammadi - Alessandro Del Piero - Alberto Gilardino - Fabio Grosso - Vincenzo Iaquinta - Filippo Inzaghi - Andrea Pirlo - Francesco Totti - Gianluca Zambrotta - Shunsuke Nakamura - Keiji Tamada - Niko Kovač | - Darijo Srna - Francisco Fonseca - Rafael Márquez - Zinha - Ruud van Nistelrooy - Robin van Persie - Arjen Robben - Nelson Cuevas - Deco - Nuno Gomes - Pedro Miguel Pauleta - Cristiano Ronaldo - Simão Sabrosa - Sami Al-Jaber - Yasser Al Qahtani - Tranquillo Barnetta - Philippe Senderos - Saša Ilić - Nikola Žigić - Xabi Alonso | - Juanito - Raúl - Marcus Allbäck - Henrik Larsson - Fredrik Ljungberg - Ahn Jung-hwan - Lee Chun-soo - Park Ji-sung - Jan Koller - Mohamed Kader - Radhi Jaïdi - Ziad Jaziri - Jawhar Mnari - Torsten Frings - Philipp Lahm - Oliver Neuville - Maksim Kalynychenko - Serhij Rebrov - Andrej Rusol - Clint Dempsey |

Självmål
| - Cristian Zaccardo (1) | - Carlos Gamarra (1) | - Petit (1) | - Brent Sancho (1) |

## Domare
I turneringen tjänstgjorde 26 domarteam, totalt 78 domare som kom från samtliga världsdelar utom Oceanien. 21 av dessa team fick döma 1–5 matcher vardera, medan övriga team agerade reserver (fjärde- och femtedomare). Ursprungligen var ytterligare tre domarteam uttagna, men dessa kom inte till start på grund av följande orsaker: en domare från Jamaica blev knäskadad, en italiensk domare var misstänkt för mutbrott i samband med serie A-skandalen och en assisterande domare från Grekland klarade inte det slutgiltiga konditionstestet.

## Lottning
De seedade lagen till lottningen offentliggjordes den 5 december 2005. Dessa lag placerades i skål A.
Skål B innehöll de oseedade nationerna från Sydamerika, Afrika och Oceanien. Skål C innehöll de oseedade lagen från Europa, förutom Serbien och Montenegro. Skål D innehöll lagen från Nord- och Centralamerika samt Asien. En specialskål innehöll Serbien och Montenegro samt de tre icke-europeiska lagen i skål A. Först drogs Serbien och Montenegro, och sedan drogs vilket lag man skulle hamna i samma grupp som.
Det var bestämt i förväg att Tyskland skulle placeras i grupp A och därmed vara säkra på vilka platser man skulle spela på under gruppspelet. FIFA meddelade också i förväg att de regerande mästarna Brasilien skulle placeras i grupp F.
| Skål A                                                                                | Skål B                                                                                 | Skål C                                                                                 | Skål D                                                                            |
| ------------------------------------------------------------------------------------- | -------------------------------------------------------------------------------------- | -------------------------------------------------------------------------------------- | --------------------------------------------------------------------------------- |
| Argentina · Brasilien · England · Frankrike · Italien · Mexiko · Spanien · Tyskland · | Angola · Australien · Ecuador · Elfenbenskusten · Ghana · Paraguay · Togo · Tunisien · | Kroatien · Nederländerna · Polen · Portugal · Schweiz · Sverige · Tjeckien · Ukraina · | Costa Rica · Iran · Japan · Saudiarabien · Sydkorea · Trinidad och Tobago · USA · |
| Specialskål                                                                           |                                                                                        |                                                                                        |                                                                                   |
| Serbien och Montenegro                                                                |                                                                                        |                                                                                        |                                                                                   |

### Fotnoter
1. ↑  ”FIFA World Cup South Africa 2010 Regulations – Article 39.5” (PDF). Fifa. Juli 2007. Arkiverad från originalet den 26 september 2007. https://web.archive.org/web/20070926230651/http://www.fifa.com/mm/document/tournament/competition/fifa_wc_south_africa_2010_regulations_en_14123.pdf.